# Amoebophilus penardii
Amoebophilus penardii är en svampart som beskrevs av P.A. Dang. 1910. Amoebophilus penardii ingår i släktet Amoebophilus och familjen Cochlonemataceae.   Inga underarter finns listade i Catalogue of Life.